# Nguyễn Vũ Phong
Nguyễn Vũ Phong (Vinh Long, Vietnam, 6 de febrero de 1985) es un exfutbolista y entrenador de fútbol de Vietnam que jugaba en las posiciones de centrocampista y extremo. Actualmente es el entrenador del Vính Long FC de la Segunda División Vietnamita.

## Carrera

### Club
| Periodo   | Club               | Apariciones | Goles |
| --------- | ------------------ | ----------- | ----- |
| 2002–2005 | Vĩnh Long FC       | 49          | 34    |
| 2006–2013 | Becamex Bình Dương | 121         | 26    |
| 2014–2017 | SHB Đà Nẵng        | 82          | 17    |
| 2019–2020 | Bình Phước FC      | 18          | 4     |
| 2021      | Vĩnh Long FC       | 1           | 0     |

### Selección nacional
Jugó para Vietnam en 46 ocasiones de 2006 a 2014 y anotó siete goles; participó en la Copa Asiática 2007 y en los Juegos Asiáticos de 2006.

## Logros

### Club
- V.League 1 (2): 2007, 2008
- Vietnamese Super Cup (2): 2007, 2008

### Selección nacional
- ASEAN Football Championship (1): 2008

## Estadísticas

### Goles con selección nacional
| #  | Fecha      | Sede               | Rival     | Resultado | Torneo                                   |
| -- | ---------- | ------------------ | --------- | --------- | ---------------------------------------- |
| 1. | 8-12-2008  | Phuket, Tailandia  | Malasia   | 2–1       | Copa Suzuki AFF 2008                     |
| 2. | 8-12-2008  | Phuket, Tailandia  | Malasia   | 3–2       | Copa Suzuki AFF 2008                     |
| 3. | 24-12-2008 | Bangkok, Tailandia | Tailandia | 1–0       | Copa Suzuki AFF 2008                     |
| 4. | 14-1-2009  | Hanói, Vietnam     | Líbano    | 3–1       | Clasificación para la Copa Asiática 2011 |
| 5. | 21-1-2009  | Hangzhou, China PR | China     | 1-6       | Clasificación para la Copa Asiática 2011 |
| 6. | 3-12-2010  | Hanói, Vietnam     | Birmania  | 7–1       | Copa Suzuki AFF 2010                     |
| 7. | 8-12-2010  | Hanói, Vietnam     | Singapur  | 1–0       | Copa Suzuki AFF 2010                     |